# 내일은 실험왕
내일은 실험왕은 곰돌이co(1~20), 스토리a.(21~50)가 제작한 본격 실험 대결 만화이다. 출판사는 아이세움이며, 50권을 끝으로 완결되었다. 내일은 실험왕2로 2021년부터 연재중이다. 책을 구입하면 키트도 동봉되어있다.

## 시즌2
내일은 실험왕 시즌2가 연재되었다. 주요 등장인물은 홍사과, 고제제, 오로라, 이론이 있고 그 외 인물은 시즌1 주요 인물인 범우주, 강원소, 나란이, 하지만이 있다.

## 등장인물

### 실험반 외
- 새벽초 태권도반: 김초롱, 태권도 주장
- 태양초 방송반: 배우리

### 시/도 대회
- 고수초 발명반: 온유한, 장재주, 한대범,한아름(내일은 발명왕 주요인물이다.)

- 나루초 실험반:이름을 알 수 없음(4명)

- 범용초 실험반:이름을 알 수 없음(4명)

- 대영초 실험반: 강세나 외 3명

- 태양초 실험반: 허홍, 표독한, 백치미, 유세나

- 금실초 실험반: 공으뜸, 이차석, 오영롱 외 1명

### 전국대회
- 새벽초 실험반: 범우주 , 강원소, 나란이, 하지만, 가설(새벽초 지도교사)
  - 준우승으로 세계 올림피아드 진출.

- 태양초 실험반: 허홍, 표독한, 백치미, 유세나

- 한별초 실험반: 에릭 우드, 미나, 민호, 라민

- 미래초 실험반: 천재원, 김태수, 임정훈

- 바다초 실험반: 정반디 외 3명

- 대천초 실험반: 이름을 알 수 없음(4명)

- 구만초 실험반:유진 외 3명

### 국제 실험 올림피아드
- 한국 B팀
  - 구성원 : 범우주, 강원소, 나란이, 하지만, 김구 (지도교사)

- 한국 A팀
  - 구성원 : 천재원, 임정훈, 김태수, 도하루 (36권 등장)

- 독일팀
  - 구성원 : 강세나, 벤 폰 프라운하임, 소피 바그너, 막스 바우어
  - 16강 한국 B팀에게 패배 (44권~45권)

- 중국A팀
  - 구성원 : 강림 외 3명
  - 32강 한국 B팀에게 패배 (40권~41권)

- 캐나다팀
  - 영국팀에게 패배 (38권)

- 러시아 A팀
  - 구성원 : 이고르, 알렉세이 외 2명
  - 예선전 패배 (33권)

- 마다가스카르팀
  - 구성원 : 루 외 3명
  - 예선전 패배 (33권)

- 루마니아팀
  - 구성원 : 블라드 필라토 외 3명
  - 32강 미국팀에게 패배 (35권)

- 일본팀
  - 구성원 : 유토, 미호 , 토시 , 지로
  - 8강 한국 B팀에게 패배 (46~47권)

- 영국 B팀
  - 구성원 : 엘리자베스(리즈), 젬마 외 2명
  - 4강. 한국 A팀에게 패배 (48~49권)

- 인도팀
  - 구성원 : 아딜 외 3명
  - 32강 독일팀에게 패배 (37권)

- 미국 A팀
  - 구성원 : 토마스 오드(톰), 제인 로즈, 미셸, 스티븐
  - 결승 한국 A팀에게 패배 (50권)

### G박사연구실
- G박사
- 조수쥐
- 잘난박사
- 멋진쥐 박사
- 거지쥐

### 줄거리
나란이를 좋아하던 범우주는 실험반에 란이를 따라 들어가게 되고 우주의 친구인 하지만도 같이 들어가게 된다. 강원소는 교장선생님의 간곡한 부탁으로 들어가게 된다.
실험이라곤 하나도 모르던 우주가 친구들과 함께 성장해가는 내용이다.
시즌 1의 50번째에서 우주가 자신의 발전을 알고 대결에 끝까지 응하기를 결심하지만 강력한 미국팀때문에 4강에서 떨어지고 만다.
그후  한국A팀이 우승하게된다.

## 팬덤

### 공식 카페
홍종현 작가가 직접 개설한 팬카페이다. 글, 그림 등 다양한 형태의 팬아트가 게시되고 있다. 내일은 시리즈의 총괄 팬카페이나, 사실상 가장 인기가 많은 실험왕과 발명왕이 주력이다. 홍 작가가 카페에 진행 작업물을 게시 중단한 이후로, 인원수에 비해 게시글의 수가 현저히 줄게 되었다. 소수의 인원만 주기적으로 글이나 그림을 올리고 있는 추세이다.

### 타 커뮤니티
홍 작가의 인스타그램, 유튜브에는 시즌 2와 타 만화의 진행작업이 꾸준히 올라오고 있다. 독자들은 이름이 밝혀지지 않은 캐릭터의 이름이나 앞으로의 스토리 등 다양한 것을 물어보고, 작가는 단답이나 이모티콘으로 답을 남긴다.
그 밖에도 네이버 블로그, 트위터, 포스타입 등 다양한 소셜 네트워크 서비스에서 팬들끼리 교류를 하고 있다.

## 같이 보기
- 내일은 실험왕 (드라마)
- 내일은 실험왕 2
- 내일은 발명왕
- 내일은 수학왕
- 내일은 로봇왕
- 아이세움